# James Dominic Sangu
James Dominic Sangu (* 14. Juli 1920 in Zimba; † 26. Juli 1998 in Mbeya) war ein tansanischer Geistlicher und römisch-katholischer Bischof von Mbeya.

## Leben
James Dominic Sangu besuchte von 1927 bis 1931 die Grundschule in Zimba und anschließend das Kleine Seminar in Ujiji. Ab 1937 studierte er Philosophie und Katholische Theologie am Priesterseminar in Kipalapala. Sangu empfing am 7. September 1947 das Sakrament der Priesterweihe für das Apostolische Vikariat Karema. Von 1949 bis 1952 absolvierte er an der Päpstlichen Universität Urbaniana in Rom ein Studium des Kanonischen Rechts. Anschließend war James Dominic Sangu als Seelsorger in Kate, Kirando und Zimba tätig, bevor er 1961 Sekretär der Abteilung für Entwicklungshilfe und Laien der Tansanischen Bischofskonferenz wurde.
Am 3. Mai 1966 ernannte ihn Papst Paul VI. zum Bischof von Mbeya. Der Bischof von Bukoba, Laurean Kardinal Rugambwa, spendete ihm am 11. September desselben Jahres die Bischofsweihe; Mitkonsekratoren waren der Apostolische Delegat für Ostafrika, Erzbischof Guido del Mestri, und der Erzbischof von Tabora, Marko Mihayo.
Von 1966 bis 1970 war Sangu zudem Vorsitzender der Abteilung für Entwicklungshilfe und Laien sowie von 1970 bis 1976 Vorsitzender der Tansanischen Bischofskonferenz. Ferner war er Konsultor der Kongregation für die Evangelisierung der Völker. Papst Johannes Paul II. nahm am 28. November 1996 das von James Dominic Sangu aus Altersgründen vorgebrachte Rücktrittsgesuch an.